# Kate Hornsey
Kate Hornsey, född den 19 oktober 1982 i Hobart i Australien, är en australisk roddare.
Hon tog OS-silver i tvåa utan styrman i samband med de olympiska roddtävlingarna 2012 i London.